# Neohaematopinus inornatus
Neohaematopinus inornatus – gatunek wszy z rodziny Polyplacidae. Powoduje wszawicę. Pasożytuje na gryzoniach z rodziny chomikowatych takich jak: nowik puszystoogonowy (Neotoma cinerea).
Samica wielkości 1,6 mm, samiec mniejszy osiąga wielkość 1,3. U samców pierwszy segment anteny dłuższy niż u samic. Wszy te mają ciało silnie spłaszczone grzbietowo-brzusznie. Samica składa jaja zwane gnidami, które są mocowane specjalnym "cementem" u nasady włosa. Rozwój osobniczy trwa po wykluciu się z jaja około 14 dni. Występuje na terenie Ameryki Północnej w USA.